# یلما کریستوفرسن
یلما کریستوفرسن (دانمارکی: Hjalmar Christoffersen; ۱ دسامبر ۱۸۸۹ – ۲۸ دسامبر ۱۹۶۶) بازیکن فوتبال اهل دانمارک بود.
وی به‌همراه تیم ملی فوتبال دانمارک به مدال نقره در بازی‌های المپیک تابستانی ۱۹۱۲ رسیده‌است.